# Nobuko Imai

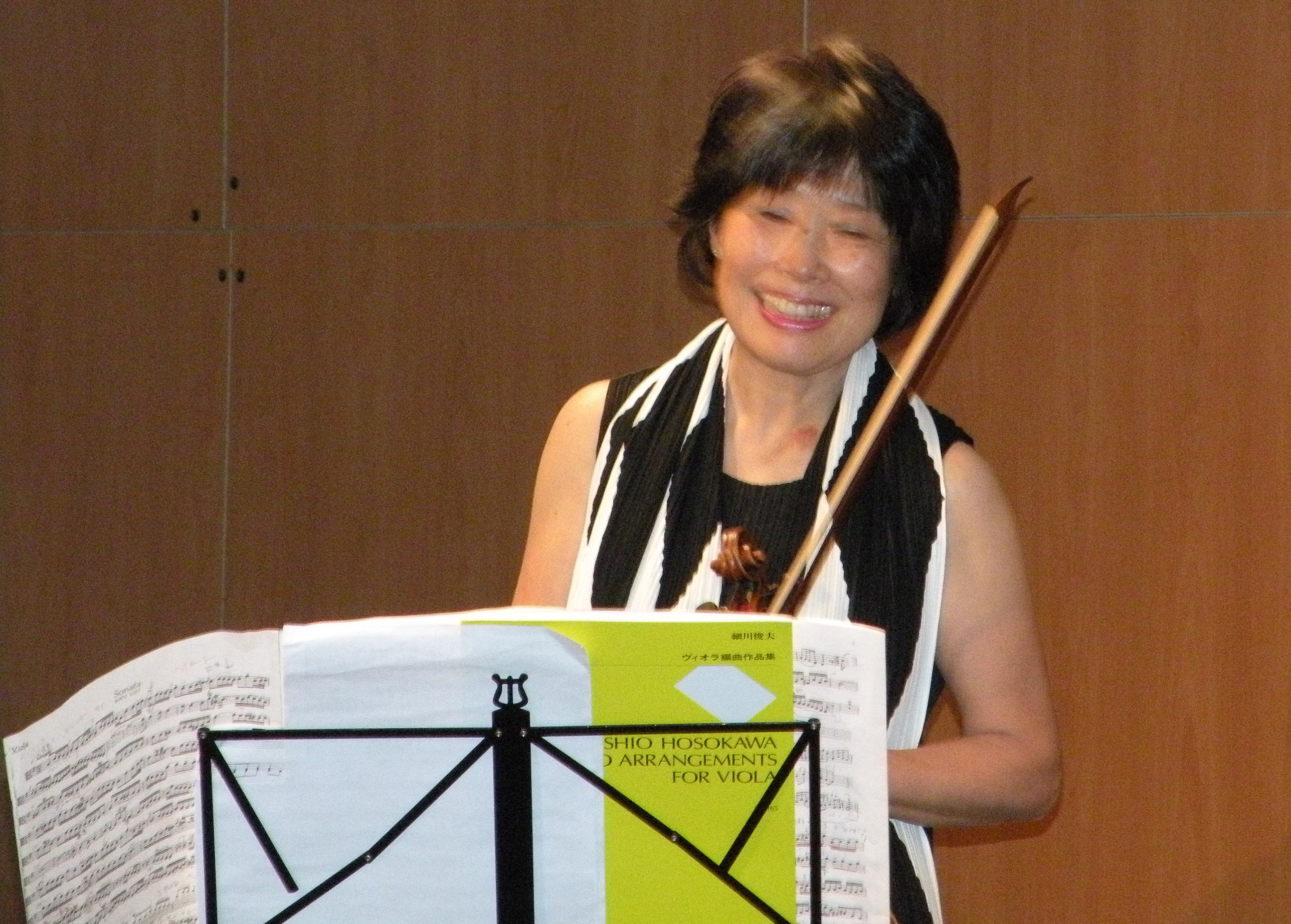
Nobuko Imai

Nobuko Imai, född 18 mars 1943 i Tokyo, är en japansk violast. Hon spelar sedan 1988 på violintypen Andrea Guarneri från 1690.

## Biografi
Imai studerade vid Toho Gakuen School of Music, Tokyo samt i USA vid Juilliard School och Yale University. Hon vann första pris i både Geneva International Music Competition och ARD International Music Competition i München.
Imai spelar i Michelangelokvartetten, bildad 2002, tillsammans med Mihaela Martin  och Daniel Austrich på violin och Frans Helmerson på cello.
Den japanska tonsättaren Toru Takemitsu komponerade sin violakonsert 'A String around Autumn' till Imai 1989.
Hennes diskografi inkluderar ett 30-tal skivor på de större skivbolagen. I Sverige har hon spelat in ett flertal skivor för BIS, bl.a. violakonserter av Martinů, Nystroem, Allan Pettersson och Schnittke tillsammans med Malmö symfoniorkester och violasonater av bland annat Glinka, Hindemith, Sjostakovitj tillsammans med Roland Pöntinen.
Hon undervisade som professor vid Detmold Academy of Music  mellan 1983 och 2003 och undervisar för närvarande vid Konservatorier i Amsterdam och Genève samt Conservatoire Supérieur et Académie de Musique Tibor Varga i Sion.